# Guerre de Succession inca
Pour les articles homonymes, voir Guerre de Succession.

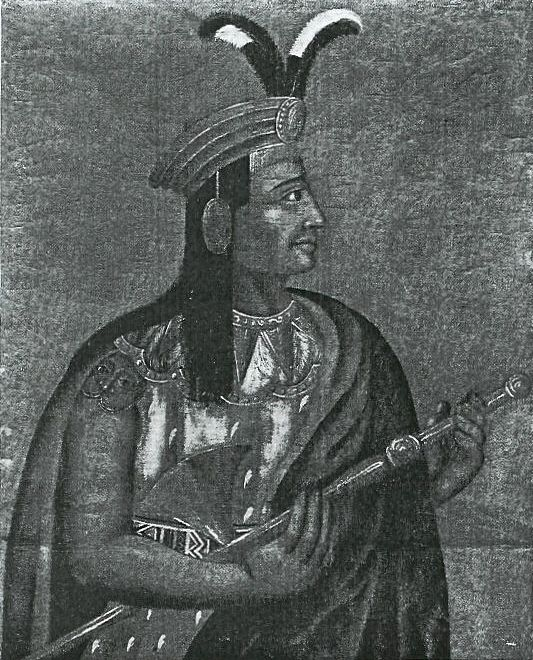
Atahualpa

La guerre de Succession inca eut lieu de 1529 à 1532 à la suite de la mort de Huayna Capac. La cause en fut les différends entre les deux frères, Huascar et Atahualpa. Huascar initia le conflit car il se voyait comme l'héritier en droit. Atahualpa fut vainqueur mais le conflit causa la chute de l'empire inca, ruiné par la guerre, car le nouvel Inca fut rapidement capturé par les Espagnols.

## Contexte
Durant dix années de son règne, Huayna Capac, l'empereur inca, écrase différentes révoltes en Équateur, où n'existe pas l'institution de la réciprocité, présente dans le reste des Andes centrales péruviennes et boliviennes. Il est accompagné de ses fils Atahualpa et Ninan Cuyochi, tandis que la capitale est gouvernée par quatre gouverneurs, Hilaquita, Auqui Topa Inca, Huascar, alors encore Titu Cusi Hualpa, et Tito Atauchi.
Mais une épidémie, probablement la variole ou la rougeole, importée par les européens, éclate dans le nord de l'Empire. Huayna Capac contracte la maladie et meurt. Depuis sa retraite dans sa ville natale de Tomebamba, l'Inca nomme son fils, Ninan Cuyochi, successeur au trône. D'après le chroniqueur colonial espagnol Pedro Sarmiento de Gamboa, cité par María Rostworowski, le souverain change son choix en faveur d'un autre de ses fils, Huascar. Cependant les augures étant négatives, le prêtre en charge de les accomplir revient voir l'Inca pour que celui-ci fasse un nouveau choix. Cependant, à son retour, le souverain est déjà mort. Un groupe de noble envoyé pour informer Ninan Cuyochi découvre la mort de ce-dernier peu après, laissant la succession incertaine. Plusieurs règles venaient la préciser.
À Cuzco, les panacas (lignages royaux) jouent un rôle important dans la politique de la capitale. Il existe de fortes traditions matrilinéaires, la revendication du lignage maternelle est courante. Dans le cas du décès de l'empereur et de son prince héritier, souvent nommé co-souverain afin de mettre à l’épreuve ses capacités à régner, les panacas élisent le souverain. Deux prétendants se disputent alors le trône, Huascar et Atahualpa, nés de mères différentes. Huascar, dont la mère, Raura Ocllo, est née du côté patrilinéaire dans un lignage inca, Capac Ayllu, dont l’ancêtre fondateur est l'empereur Túpac Yupanqui, et auquel appartient également le célèbre écrivain Inca Garcilaso de la Vega, est l'un des gouverneurs de Cuzco installés par Huayna Capac. Atahualpa est, d'après la majorité des chroniques coloniales espagnoles considérées comme fiables, le fils d'une noble cuzquénienne du lignage de l'ancien empereur et fondateur de l'Empire inca, Pachacutec,,,. Cependant certaines sources, notamment l'Inca Garcilaso, dans son chef-d'œuvre Commentaires royaux des incas, affirment qu'il est né à Quito et que sa mère est une femme Quiténienne, peut-être même la reine d’un supposé royaume de Quito,. Il est possible que l'Inca Garcilaso, membre du lignage Capac Ayllu du côté maternel, veut présenter Atahualpa comme d'origine « provinciale », et le peindre ainsi comme illégitime. Selon Henri Favre, expert des sociétés d'Amérique latine et du Pérou pré-hispanique, le fait que Huascar appartient, du côté de la lignée patrilinéaire de sa mère, au panaca de Tupac Yupanqui, mais du côté de la lignée purement féminine à un panaca de la moitié Hurin (basse) de Cuzco tandis qu'Atahualpa appartient au panaca de Pachacutec, situé dans la partie haute, ou hanan, accentue le conflit non seulement entre les deux frères mais entre les deux moitiés de la capitale impériale.
Huascar est élu Sapa Inca par les panacas, mais Atahualpa, le fils préféré de Huayna Capac, possède le soutien de l'armée cantonnée dans le nord, et des anciens généraux de Huayna Cápac. Après plusieurs mois de préparation, c'est Huascar qui commence les hostilités en exécutant des parents d'Atahualpa, puis en envoyant une armée cuzquénienne vers le nord. D'autres sources de l'époque coloniale indiquent qu'Atahualpa envoie une ambassade vers Cuzco, et que Huascar, enragé dû à un rapport qu'il reçoit du chef de Tomebamba, lequel, insatisfait avec les projets de constructions d'Atahualpa, se plaint des projets du prince et évoque la possibilité d'une révolte, ordonne de tuer les ambassadeurs, et envoie sa propre ambassade vers Quito, parée d'habits et d'accessoires de femmes, en tant que présents à Atahualpa. À la suite de cela, incapable de retourner à Cuzco, et conseillé par les anciens généraux de son père, Atahualpa décide de se révolter.

## La guerre

### Le début de la guerre
En 1529, Atahualpa est capturé dans des circonstances troubles (les fidèles de Huascar disent à l'issue d'une bataille tandis que ceux d'Atahualpa parlent d'une capture alors qu'Atahualpa était sans escorte). Il s'échappe, libéré par ses partisans, et gagne sa capitale, Quito, où il réorganise son armée. Il mène alors une campagne dans le nord où il s'empare des villes de Piura, Tumba et de l'île stratégique de Puna. Cette campagne lui offrit des alliés même si les atrocités commises par son armée provoquèrent un exode vers le sud qui renforça les provinces loyales à Huascar.

### Première offensive de Huascar

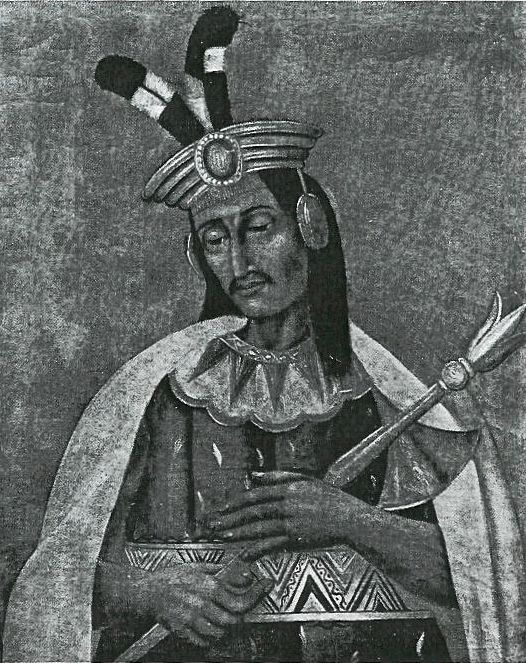
Huascar

En 1530, sous la direction du général Atoc (en), son propre frère, Huascar envoya une armée avec l'ordre de prendre Tumebamba puis de marcher sur Quito. Atahulapa réunit ses quatre généraux pour surveiller l'armée adverse. Celle-ci, après quelques succès initiaux, fut sévèrement défaite à Ambato et ses chefs exécutés. Les hommes d'Atahualpa commencèrent alors à marcher vers le sud.

### Seconde offensive de Huascar
L'armée d'Atahualpa remporta divers succès. Huascar réagit en 1531 en envoyant une nouvelle armée sous la direction d'un autre de ses frères, le général Huanca Auqui, et de plusieurs nobles. Ils furent battus à Tumebamba, principale ville du nord, et Mullituro. Atahualpa s'allia alors avec le peuple des Bracamoros qui ravitaillait l'armée de Huascar. Ensemble, ils remportèrent la bataille de Cusibamba qui leur ouvrit la route de Cajamarca. Atahualpa s'y établit laissant ses généraux finir la campagne au sud.

### Offensive vers le sud
Plusieurs batailles permirent à l'armée d'Atahualpa de marcher vers la capitale Cuzco. Celle de Cocha-Huailla permit de détruire les restes de l'armée de Huanca Auqui. Après la bataille de Pumpu, la sanglante bataille de Hatun Xaura, en fin de campagne, permit aux fidèles d'Atahualpa de conquérir la forteresse de Xaura privant les soldats de Cuzco d'une solide position défensive. La bataille de Vilcas leur permit finalement de s'installer dans le centre de l'actuel Pérou.

### Offensive finale d'Atahualpa
En 1532, les forces venues du nord s'approchent de Cuzco quand Huascar décida de prendre le commandement de son armée démoralisée en personne. Il laissa un corps en garnison à Cuzco, en envoya un autre à Cotabambas (général Uampa Yupanqui) et dirigea le dernier (général Huanca Auqui) vers l'armée d'Atahualpa.
Dans un premier temps, la situation s'améliore pour le parti de Huascar. Uampa Yupanqui écrase les forces du général Tomay Rima à Tahuara. De plus, Huascar remporte peu après une brillante victoire sur le fleuve Cotabambas face à Atahualpa. Cependant, il attend le lendemain avant d'autoriser la poursuite et les forces alors envoyées sont prises en embuscade et battues. Huascar essaya de battre en retraite mais il fut rattrapé à Quipaipan et capturé.
Peu après, la dernière armée d'importance du parti de Huascar fut battu à Guancapampa et le général Auqui fut exécuté.

## Fin de la guerre et arrivée des Espagnols
Vainqueur, Atahualpa se rendit à Cajamarca pour voir les nouveaux arrivants dans l'empire. Les hommes de Francisco Pizarro le capturent. Une importante rançon en or, argent et diamant est alors fixée pour la libération du Sapa Inca qui peut cependant toujours diriger son pays depuis sa prison lointaine, dans un pays en cours de colonisation.
Quand Atahualpa entend que Pizarro veut faire venir Huascar à Cajamarca pour déterminer lequel est digne de devenir Inca suprême, il fait exécuter son frère mettant fin à la guerre. Son règne sera cependant court car les Espagnols utiliseront ce prétexte pour l'exécuter à son tour. Ils nommeront Tupac Hualpa comme Inca.